# Jemmapes (departament)
Departamentul Jemmapes sau Jemappes (franceză Département Jemmapes) a fost un departament al Franței din perioada revoluției și a primului Imperiu. 
Departamentul a fost format pe data de 12 martie 1793 în urma ocupării de către trupele revoluționare franceze a sudului Țărilor de Jos Austriece. Departamentul este numit după Bătălia de la Jemappes ce s-a desfășurat în apropierea localității Jemappes de lângă Mons. Teritoriul este recucerit de austrieci în aprilie 1793, este recucerit de francezi în 1794, dar departamentul nu este restaurat decât din august 1795, până atunci teritoriul fiind sub administrație militară.
Departamentul este divizat în 3 arondismente și 29 cantoane astfel:
- arondismentul Mons, cantoanele: Boussu, Chièvres, Dour, Enghien, Lens, Le Rœulx, Mons, Pâturages și Soignies.
- arondismentul Charleroi, cantoanele: Beaumont, Binche, Charleroi, Chimay, Fontaine-l'Evêque, Gosselies, Merbes-le-Château, Seneffe și Thuin.
- arondismentul Tournai, cantoanele: Antoing, Ath, Celles, Ellezelles, Frasnes-lez-Anvaing, Lessines, Leuze-en-Hainaut, Péruwelz, Quevaucamps, Templeuve și Tournai.

În urma înfrângerii lui Napoleon la Waterloo, teritoriul intră în componența Regatului Unit al Țărilor de Jos în cadrul căreia formează provincia Hainaut. Actualmente teritoriul este cuprins în integralitate în Belgia și corespunde aproximativ provinciei Hainaut. 